# VTV1
VTV1(브이티비 못)은 베트남 전역으로 지상파 방송사인 국영 방송 베트남 텔레비전(VTV)이 운영하는 텔레비전 방송 채널이다. 주로 방송되는 뉴스와 교양, 다큐멘터리 등의 다양한 프로그램을 방송한다. 1970년 9월 7일에 개국하였으며, 1978년에 컬러 텔레비전의 정식 방송을 개시되었고, 1990년 1월 1일에 기존의 VTV이었으나, 현재는 VTV1란 이름으로 바뀌었다. 1992년 광고방송을 시작했고, 2011년 24시간 종일 방송 실시하였다.

## 주요 프로그램
- 좋은아침(Chào buổi sáng)
- 경제(Tài chính kinh doanh sáng)
- 스포츠 뉴스(Thể thao)
- 탐방(Khám phá)
- 시간의 세계(Thế giới góc nhìn)
- 드라마(Phim truyện)
- 뉴스(thời sự)

## 방송 시간
- 1970년 9월 7일 ~ 1972년 : 매주 수요일과 일요일 저녁 7시 ~ 9시
- 1973년 ~ 1975년 4월 30일 : 매주 평일 오전 11시 ~ 밤 11시
- 1973년 ~ 1975년 4월 30일 : 매주 토요일, 일요일 오전 11시 30분 ~ 11시
- 1975년 5월 1일 ~ 1975년 12월 31일 : 매일 오후 12시 ~ 밤 11시
- 1976년 1월 1일 ~ 1980년 5월 18일
  - 매주 평일 오전 11시 ~ 밤 11시
  - 매주 토요일 오전 8시 ~ 밤 11시
  - 매주 일요일 오전 8시 30분 ~ 밤 11시
- 1980년 5월 19일 ~ 1986년 12월 31일
  - 매주 평일 낮 3시 ~ 밤 11시
  - 매주 토요일, 일요일 오전 9시 ~ 밤 11시
- 1987년 1월 1일 ~ 1989년 12월 31일
  - 매주 평일 낮 4시 ~ 밤 11시
  - 매주 토요일, 일요일 아침 8시 ~ 밤 11시
- 1990년 1월 1일 ~ 1994년 12월 31일
  - 매일 아침 9시 ~ 오후 12시
  - 매일 낮 2시 ~ 오후 5시
  - 매일 저녁 7시 ~ 밤 11시
- 1995년 1월 1일 ~ 1998년 12월 31일
  - 매일 아침 6시 ~ 오전 10시
  - 매일 저녁 5시 ~ 밤 11시
- 1999년 1월 1일 ~ 2001년 12월 31일
  - 매일 아침 5시 30분 ~ 10시
  - 매일 저녁 5시 ~ 밤 11시
- 2002년 1월 1일 ~ 2010년 8월 31일 : 매일 오전 5시 30분 ~ 밤 12시
- 2010년 9월 1일 ~ 2011년 7월 14일 : 매일 오전 5시 ~ 밤 12시
- 2011년 7월 15일 ~ 현재 : 종일방송

## 같이 보기
- 베트남 텔레비전